# Стівен Гантер
Стівен Деон Гантер (англ. Steven Deon Hunter, нар. 31 жовтня 1981, Чикаго, Іллінойс, США) — американський професіональний баскетболіст, що грав на позиції центрового за низку команд НБА.

## Ігрова кар'єра
На університетському рівні грав за команду Депол (1999–2001). 
2001 року був обраний у першому раунді драфту НБА під загальним 15-м номером командою «Орландо Меджик». Захищав кольори команди з Орландо протягом наступних 3 сезонів.
З 2004 по 2005 рік грав у складі «Фінікс Санз».
2005 року перейшов до «Філадельфія Севенті-Сіксерс», у складі якої провів наступні 2 сезони своєї кар'єри.
Наступною командою в кар'єрі гравця була «Денвер Наггетс», куди він разом з Боббі Джонсом був обміняний на Реджі Еванса та драфт-права на Рікі Санчеса.
З 2009 по 2010 рік грав у складі «Мемфіс Ґріззліс».
Останньою ж командою в кар'єрі гравця стала «Динамо» (Сассарі) з Італії, до складу якої він приєднався 2011 року і за яку відіграв лише частину сезону.

## Статистика виступів в НБА

### Регулярний сезон
| Сезон             | Команда                       | GP  | GS  | MPG  | FG%  | 3P%  | FT%  | RPG | APG | SPG | BPG | PPG |
| ----------------- | ----------------------------- | --- | --- | ---- | ---- | ---- | ---- | --- | --- | --- | --- | --- |
| 2001–02           | «Орландо Меджик»              | 53  | 21  | 9.7  | .456 | .000 | .585 | 1.8 | .1  | .1  | .8  | 3.6 |
| 2002–03           | «Орландо Меджик»              | 33  | 5   | 13.5 | .544 | .000 | .409 | 2.8 | .2  | .3  | 1.1 | 3.9 |
| 2003–04           | «Орландо Меджик»              | 59  | 23  | 13.4 | .529 | .000 | .333 | 2.9 | .2  | .1  | 1.2 | 3.2 |
| 2004–05           | «Фінікс Санз»                 | 76  | 3   | 13.8 | .614 | .000 | .479 | 3.0 | .2  | .1  | 1.3 | 4.6 |
| 2005–06           | «Філадельфія Севенті-Сіксерс» | 69  | 35  | 19.0 | .601 | .000 | .514 | 3.9 | .2  | .2  | 1.1 | 6.1 |
| 2006–07           | «Філадельфія Севенті-Сіксерс» | 70  | 41  | 22.9 | .577 | .000 | .490 | 4.8 | .4  | .2  | 1.1 | 6.4 |
| 2007–08           | «Денвер Наггетс»              | 19  | 2   | 6.3  | .536 | .000 | .450 | 1.5 | .0  | .0  | .3  | 2.1 |
| 2009–10           | «Мемфіс Ґріззліс»             | 21  | 0   | 7.5  | .395 | .000 | .528 | 2.0 | .0  | .0  | .5  | 2.5 |
| Усього за кар'єру | Усього за кар'єру             | 400 | 130 | 15.0 | .560 | .000 | .485 | 3.2 | .2  | .1  | 1.1 | 4.5 |

### Плей-оф
| Сезон             | Команда           | GP | GS | MPG  | FG%  | 3P%  | FT%  | RPG | APG | SPG | BPG | PPG |
| ----------------- | ----------------- | -- | -- | ---- | ---- | ---- | ---- | --- | --- | --- | --- | --- |
| 2003              | «Орландо Меджик»  | 7  | 0  | 5.7  | .300 | .000 | .000 | .4  | .1  | .0  | .4  | .9  |
| 2005              | «Фінікс Санз»     | 15 | 0  | 14.2 | .558 | .000 | .600 | 2.5 | .2  | .1  | 1.2 | 4.0 |
| 2008              | «Денвер Наггетс»  | 2  | 0  | 2.5  | .000 | .000 | .000 | 1.0 | .0  | .0  | .0  | .0  |
| Усього за кар'єру | Усього за кар'єру | 24 | 0  | 10.8 | .500 | .000 | .522 | 1.8 | .2  | .0  | .9  | 2.8 |